# اوتوبیانو
اوتوبیانو (به ایتالیایی: Ottobiano) یک کومونه در ایتالیا است که در استان پاویا واقع شده‌است.

## خصوصیات
اوتوبیانو ۲۴٫۵ کیلومترمربع مساحت و ۱٬۱۶۸ نفر جمعیت دارد.